# Nikoderiko: The Magical World
Nikoderiko: The Magical World — компьютерная игра в жанре платформера, разработанная студией Vea Games, и изданная компанией Knights Peak. Выход игры для Xbox Series X/S, PlayStation 5 и Nintendo Switch состоялся 15 октября 2024 года, тогда как для Windows дата выхода не определена.

## Игровой процесс

Скриншот игрового процесса

## Сюжет
Когда Нико (англ. Niko) и Луна (англ. Luna) обнаруживают, что древний артефакт был украден коварным злодеем по имени Гримбальд (англ. Grimbald), им приходится пуститься в путешествие по многочисленным необычным мирам с помощью своих животных-спутников для того, чтобы одолеть Гримбальда и его войска кобрингов (англ. Cobrings).

## Разработка
Игра Nikoderiko: The Magical World разработана Vea Games, независимой студией — разработчиком компьютерных игр с Кипра. В июне 2024 года игра была достойно представлена на мероприятии Future Games Show: Summer Showcase от Games Radar, а Дэвид Уайз, композитор Donkey Kong Country, написал для неё музыку.

## Отзывы
В 2020 году, за четыре года до своего официального анонса, игра была номинирована в трёх категориях на виртуальном мероприятии DevGAMM Awards: «Главный приз» (англ. Grand Prize), «Лучшая игра для настольных компьютеров» (англ. Best Desktop Game) и «Мастерство в изобразительном искусстве» (англ. Excellence in Visual Art), но победила только в категории «Мастерство в изобразительном искусстве».
| Year | Award          | Category                               | Result    | Ref.  |
| ---- | -------------- | -------------------------------------- | --------- | ----- |
| 2020 | DevGAMM Awards | Главный приз                           | Номинация | [ 5 ] |
| 2020 | DevGAMM Awards | Лучшая игра для настольных компьютеров | Номинация | [ 5 ] |
| 2020 | DevGAMM Awards | Мастерство в изобразительном искусстве | Победа    | [ 5 ] |